# ضريبة القيمة المضافة في الاتحاد الأوروبي
ضريبة القيمة المضافة في الاتحاد الأوروبي (بالإنجليزية: European Union value added tax)‏ هي ضريبة القيمة المضافة على السلع والخدمات داخل الاتحاد الأوروبي. لا تقوم مؤسسات الاتحاد الأوروبي بتحصيل الضرائب، ولكن يتعين على الدول الأعضاء في الاتحاد الأوروبي أن تتبنى في التشريعات الوطنية فرض ضريبة قيمة مضافة توافق مع قانون ضريبة القيمة المضافة في الاتحاد الأوروبي. تختلف معدلات ضريبة القيمة المضافة بين مختلف الدول الأعضاء في الاتحاد الأوروبي، فأدنى معدل هو 17٪ في لوكسمبورغ وأعلى معدل هو 27٪ في المجر. يتم استخدام إجمالي ضريبة القيمة المضافة التي تجمعها الدول الأعضاء كجزء من آلية احتساب مقدار مساهمة كل دولة في موازنة الاتحاد الأوروبي .

## كيف تعمل
يخضع نظام ضريبة القيمة المضافة في الاتحاد الأوروبي لمجموعة من التوجيهات الأوروبية. تعتمد ضريبة القيمة المضافة في الاتحاد الأوروبي على "مبدأ الوجهة": حيث يتم سداد ضريبة القيمة المضافة إلى حكومة البلد الذي يعيش فيه المستهلك الذي يشتري المنتج.
تفرض الشركات التي تبيع منتجات تخضع لضريبة القيمة المضافة على العميلالذي يقوم بسدادها. عندما يكون العميل شركة ، تُعرف ضريبة القيمة المضافة باسم "ضريبة المدخلات". عندما يشتري المستهلك المنتج النهائي من شركة، تسمى الضريبة "ضريبة المخرجات".